# Hunter Wonders
Hunter Wonders (* 7. August 1998 in Anchorage) ist ein US-amerikanischer Skilangläufer.

## Werdegang
Wonders startete im Januar 2016 in Houghton bei den US-amerikanischen Meisterschaften erstmals bei der US Super Tour und errang dabei den 101. Platz im Sprint und den 44. Platz über 15 km klassisch. Im folgenden Monat kam er bei den Olympischen Jugend-Winterspielen 2016 in Lillehammer auf den 30. Platz im Cross, auf den 15. Rang im Sprint und auf den achten Platz über 10 km Freistil. Bei den Nordischen Junioren-Skiweltmeisterschaften 2017 in Soldier Hollow lief er auf den 18. Platz im Skiathlon und auf den 16. Rang über 10 km Freistil. Im folgenden Jahr gewann er bei den Nordischen Junioren-Skiweltmeisterschaften in Goms die Silbermedaille mit der Staffel. Zudem kam er dort auf den 26. Platz im Skiathlon und auf den 22. Rang über 10 km klassisch. Bei den U23-Weltmeisterschaften 2019 in Lahti belegte er den 56. Platz im Sprint, den 43. Rang über 15 km Freistil und den 40. Platz im 30-km-Massenstartrennen. In der Saison 2019/20 erreichte er mit zwei dritten Plätzen und einen zweiten Platz seine ersten Podestplatzierungen bei der US Super Tour und beendete damit die Saison auf dem zehnten Gesamtrang. Seine besten Ergebnisse bei den U23-Weltmeisterschaften 2020 in Oberwiesenthal waren der achte Platz über 15 km klassisch und der fünfte Rang mit der Staffel. In der folgenden Saison gab er in Lahti sein Debüt im Weltcup. Dabei kam er auf den 46. Platz im Skiathlon und holte tags darauf mit dem siebten Platz mit der Staffel seine ersten Weltcuppunkte. Beim Saisonhöhepunkt, den nordischen Skiweltmeisterschaften 2021 in Oberstdorf, belegte er den 37. Platz im 50-km-Massenstartrennen und den 31. Rang im Skiathlon. Zudem lief er bei den U23-Weltmeisterschaften 2021 in Vuokatti auf den 13. Platz über 15 km Freistil und auf den fünften Rang mit der Staffel.